# Pistolet Lahti L-35
Lahti L-35 – fiński pistolet samopowtarzalny skonstruowany przez Aimo Lahti. Do lat 80 XX w. regulaminowy pistolet armii fińskiej. Później zastąpiony przez HP DA. W Szwecji produkowany pod nazwą Husqvarna m/40.
Pistolet opracowano w latach 1929–1932, lecz został przyjęty na uzbrojenie armii dopiero w 1935 roku, pod oznaczeniem L-35. W fińskich zakładach VKT wyprodukowano ich ogółem ok. 9000 sztuk. Broń ta została następnie zaadaptowana jako uzbrojenie armii szwedzkiej jako m/40, po czym zakłady Husqvarna wyprodukowały na licencji w latach 1942-1946 ok. 83 000 nieznacznie zmodyfikowanych pistoletów dla wojska i mniejszą liczbę na rynek cywilny. Łączna produkcja pistoletów Lahti sięgnęła ok. 100 000 sztuk.
Mimo dużego zewnętrznego podobieństwa do pistoletu Parabellum, automatyka broni, wykorzystująca krótki odrzut lufy, działała na innej zasadzie, podobnej do rozwiązania pistoletu Bergmann-Bayard Model 1903. Zamek był wewnętrzny, schowany w komorze zamkowej połączonej z lufą, z symetrycznym chwytem wystającym z tyłu broni. Ryglowany był unoszonym ryglem, umieszczonym za chwytem i obejmującym zamek po bokach. Broń miała kurek wewnętrzny. Po wystrzeleniu ostatniego naboju zamek zatrzymywał się w tylnym położeniu. Dla zwiększenia pewności działania broni w niskich temperaturach, zamek napędzany był przez przyspieszacz. Pistolet posiadał jedynie bezpiecznik nastawny. 